# マイナスエイト
『マイナスエイト』（-8）とは、オトメイトから2014年1月23日に発売されたPlayStation Portable用恋愛アドベンチャーゲーム。

## あらすじ
全国から残念認定された生徒たちが集まる高校、茂蔵学園（もぐらがくえん）。通称、Z学園は廃校の危機に立たされていた。学園を救う方法はただ1つ、「生徒たちが恋をすること」。主人公・八乙女玲（やおとめ れい）は、学園継続と自らの進級をかけて残念男子と付き合うことになる。

## 登場人物
八乙女 玲（やおとめ れい）※名前変更可
主人公。残念な男子たちを引き寄せてしまう残念な才能の持ち主。
風原 麻耶（かざはら まや）
声 - 岡本信彦
外見と声のギャップが残念男子。しっかりした性格の少年。見た目に反してかわいらしい声をしているのが悩み。
佐伯 郁沙（さえき いくさ）
声 - 野島健児
完璧すぎて逆にやっかいな残念男子。文武両道で品行方正、自他ともに認めるミスターパーフェクト。しかし完璧すぎて、人としてのおもしろ味に欠けているところがある。
倉持 青葉（くらもち あおば）
声 - KENN
占いにハマりすぎている残念男子。自分の行動の全てを占いによって決めており、占いの結果が悪い日は災厄を恐れて家から一歩も出ない。手相や占星術などの占いの他に、呪術や召喚術にも詳しい。
都並 音彦（となみ おとひこ）
声 - 下野紘
身長が小さくて残念男子。小柄な体格が悩み。その悩みを乗り越えるべくバスケ部に所属し、日々部活動に励んでいる。
虹丘 リオン（にじおか りおん）
声 - 木村良平
オシャレをこじらせてしまっている残念男子。
樹 茉莉男（いつき まりお）
声 - 宮田幸季
言葉遣いが支離滅裂な残念男子。度重なる転校や海外生活の影響から、方言と外国語の混じった日本語を話す。
宇多野 准（うたの じゅん）
声 - 小野友樹
ドジっこの100倍上をいく不幸体質な残念男子。
南錠 景馬（なんじょう けいま）
声 - 森久保祥太郎
超音痴バンドマンで残念男子。作詞作曲までこなすほど音楽をこよなく愛する少年。音痴なのにもかかわらず歌うことが彼のいきがいであり、ボーカルを担当することを熱望するため、バンドを組んでもすぐに解散してしまう。
リオンとの相性は良い。

## 主題歌
オープニング主題歌『キミ専用(ONLY)HERO!!!』
作詞：岩崎大介 / 作曲：MIKOTO / 編曲：ハマサキユウジ
歌：:風原麻耶(CV:岡本信彦)、佐伯郁沙(CV:野島健児)、倉持青葉(CV:KENN)、都並音彦(CV:下野 紘)、虹丘リオン(CV:木村良平)、樹 茉莉男(CV:宮田幸季)、宇多野准(CV:小野友樹)、南錠景馬(CV:森久保祥太郎)
エンディング主題歌『Beginning of Love』
作詞：岩崎大介 / 作曲：MIKOTO / 編曲：大沢圭一
歌：風原麻耶(CV:岡本信彦)、佐伯郁沙(CV:野島健児)、倉持青葉(CV:KENN)、都並音彦(CV:下野 紘)、虹丘リオン(CV:木村良平)、樹 茉莉男(CV:宮田幸季)、宇多野准(CV:小野友樹)、南錠景馬(CV:森久保祥太郎)

## CD
マイナスエイト主題歌CD キミ専用(ONLY)HERO!!!
2013年11月6日発売
#主題歌とそのオフヴォーカル、ミニドラマ「残念男子、アイドルデビュー!?」を収録。
マイナスエイト キャラクターソング+ドラマ
2014年1月29日発売
CD2枚組。DISC1がキャラクターソングとそのオフボーカル、DISC2がドラマCDを収録。
以下、収録タイトル。
キャラクターソング
- 『劣等PANDEMIC!!!!』歌：風原麻耶（CV:岡本信彦）＆都並音彦（CV:下野紘）
- 『シーラカンス』歌：佐伯郁沙（CV:野島健児）＆樹茉莉男（CV:宮田幸季）
- 『同調MASS∞GAME』歌：虹丘リオン（CV:木村良平）＆南錠景馬（CV:森久保祥太郎）
- 『NO FUTURE,NO LIFE?』歌：倉持青葉（CV:KENN）＆宇多野准（CV:小野友樹）

ドラマCD「アンラッキー・パニックin茂蔵学園〜8人の准!?」